# Petauridae
Famille
Les Petauridae forment une famille qui regroupe trois genres et dix espèces de marsupiaux.
Ce sont des animaux possédant une membrane qui relie les pattes antérieure et postérieure de chaque côté du corps, du poignet à la cheville, ce qui leur permet de planer d'un arbre à l'autre. Leur queue préhensile est couverte de longs poils. Les Pétauridés ne sont présents qu'en Australie et en Nouvelle-Guinée. Il existe un autre groupe de Pétaures, les Acrobatidés, qui sont appelés les "pétaures nains".

## Liste des genres
- Dactylopsila (4 espèces)
- Gymnobelideus (1 espèce)
- Petaurus (6 espèces)